# Edmond Saglio
Edmond Saglio, París, 9 de junio de 1828-7 de diciembre de 1911, fue un arqueólogo francés.

## Biografía
Conservador de piezas de arte medieval y renacentista en el Museo del Louvre de 1879 a 1893, después director del Museo de Cluny, dirigió con Charles Victor Daremberg la escritura del Dictionnaire des Antiquités grecques et romaines  y fue el editor principal. Fue elegido  miembro de la Academia de Inscripciones y Lenguas Antiguas en 1887.
Se casó con Julie Charton, hija mayor de Édouard Charton, fundador del Magasin pittoresque, diputado y senador de Yonne, miembro de la Académie des sciences morales et politiques. Dos de sus hijos fueron pintores: Edouard (1868-1940) y André (1869-1929), conocido como Jacques Drésa, conservador en el Grand Palais, profesor de la Escuela de Bellas Artes (París) de París, autor de óperas para la ópera de París. Fue oficial de la Legión de Honor.